# Clownhouse
Pour plus de détails, voir Fiche technique et Distribution.
Clownhouse est un film d'horreur américain de Victor Salva sorti en 1989.

## Synopsis
Trois malades échappés d'un hôpital psychiatrique massacrent trois clowns afin de revêtir leurs costumes.
Les trois assassins décident d'aller semer la terreur dans une grande maison isolée où vivent trois jeunes frères, dont le benjamin, Casey, est phobique des clowns (voir Coulrophobie). Leurs parents sont absents, les plombs sautent, et le cauchemar commence...

## Fiche technique
- Titre : Clownhouse
- Réalisation : Victor Salva
- Scénario : Victor Salva
- Musique : Michael Becker et Thomas Richardson
- Photographie : Robin Mortarotti
- Montage : Roy Anthony Cox et Sabrina Plisco
- Production : Michael Danty, Robin Mortarotti et Victor Salva
- Société de production : CEA Studios, Commercial Pictures et Zoetrope Studios
- Société de distribution : Triumph Releasing Corporation (États-Unis)
- Pays :  États-Unis
- Genre : Horreur
- Durée : 81 minutes
- Date de sortie : janvier 1989
- interdit aux moins de 12 ans

## Distribution
- Nathan Forrest Winters : Casey
- Brian McHugh : Geoffrey
- Sam Rockwell : Randy
- Michael Jerome West : Lunatic Cheezo
- Byron Weible : Lunatic Bippo
- David C. Reinecker : Lunatic Dippo
- Timothy Enos : Real Cheezo / Georgie
- Frank Diamanti : Real Bippo / Charlie
- Karl-Heinz Teuber : Real Dippo

## Autour du film
Durant la postproduction du film, Victor Salva est arrêté et inculpé pour avoir abusé sexuellement de l'un de ses acteurs principaux, Nathan Forrest Winters, alors âgé de douze ans, avant et pendant le tournage. Ami de la famille Winters, Salva avait déjà fait jouer l'enfant dans Something in the Basement1. Victor Salva, qui avait filmé son délit, plaide coupable, et reconnaît avoir procédé à d'autres attouchements sur des enfants en 1988. Il est condamné à trois ans de prison et libéré sur parole après quinze mois d'emprisonnement.

## Erreurs
Lorsque le second clown tombe par la fenêtre, celle-ci est juste assez large pour qu'il puisse passer. Néanmoins, quand on voit la scène de l'extérieur de la maison, cette fenêtre est bien plus large. De plus, la plante disparaît.